# The Old Curiosity Shop
The Old Curiosity Shop (pt.: A Loja de Antiguidades) é um romance de Charles Dickens. O enredo centra-se na vida de Nell Trent e do seu avô, ambos residentes na Old Curiosity Shop em Londres.
The Old Curiosity Shop foi um dos dois romances (o outro é Barnaby Rudge) que Charles Dickens publicou, em conjunto com outros pequenos contos, no Master Humphrey's Clock, um periódico semanal que foi publicado entre 1840 e 1841. A história foi tão popular que os leitores de Nova Iorque invadiram o cais quando o navio com a última publicação chegou à América em 1841 .
O romance foi publicado em formato de livro em 1841.
Existe em Londres uma loja chamada The Old Curiosity Shop. Fica nos números 13-14 na Portsmouth Street em Westminster e acredita-se que tenha sido a inspiração para o romance. O edifício é do século XVI e o nome da loja foi mudado depois da publicação do livro de Charles Dickens.

## Enredo
A história de The Old Curiosity Shop centra-se na personagem de Nell Trent, uma menina com quase quatorze anos. Ela é orfã e vive com o seu avô materno (cujo nome nunca é revelado) na sua loja de quinquilharias. O seu avô gosta muito dela e Nell não se queixa, mas ela tem uma vida muito solitária e quase não tem amigos da sua idade. O seu único amigo é Kit, um rapaz honesto que é empregado da loja e a quem Nell está a ensinar a escrever. O avô de Nell vive secretamente obcecado com a ideia de garantir que ela não morre na pobreza, como aconteceu com os seus pais, pelo que tenta dar-lhe uma boa herança através do jogo. Ele guarda o segredo dos seus jogos noturnos, mas contrai empréstimos bastante avultados de Daniel Quilp, um agiota corcunda e anão malicioso, com deformações grotescas. O avô de Nell acaba por perder o pouco dinheiro que tem no jogo e Quilp aproveita para se apoderar da loja e expulsar Nell e o seu avô de lá. O avô acaba por sofrer um esgotamento e fica louco, isto faz com que Nell o leve para as Midlands de Inglaterra onde se tornam pedintes.
Convencido de que o avô de Nell tem uma grande fortuna escondida, Frederick, o irmão vagabundo dela, convence Dick Swiveller, um rapaz amável, mas muito influenciável, a procurar Nell para que Swiveller se possa casar com ela e, assim, partilharem a riqueza entre eles. Para tal, eles juntam-se a Quilp, que sabe que não existe qualquer fortuna, mas decide ajudá-los de forma sadística para aproveitar a tristeza que irá causar a todos os envolvidos. Quilp começa a tentar encontrar Nell, mas os fugitivos não são fáceis de encontrar. Para manter Dick Swiveller sob a sua vigia, Quilp arranja uma forma de o empregar como escriturário do seu advogado, Mr. Brass. Na firma de Brass, Dick trava amizade com uma empregada mal tratada e dá-lhe a alcunha de "a Marquesa". Nell, depois de conhecer várias pessoas, algumas que a tratam mal e outras amáveis, consegue finalmente arranjar um abrigo seguro para o seu avô numa vila isolada (identificada por Dickens como Tong, Shropshire), mas isto tem um custo na saúde dela.
Entretanto, Kit, uma vez que perdeu o seu emprego na loja de antiguidades, encontra um novo trabalho com os simpáticos Mr. e Mrs. Garland. Aqui, um misterioso cavalheiro entra em contacto com ele para saber de notícias de Nell e do seu avô. O cavalheiro e a mãe de Kit procuram-nos sem sucesso e encontram Quilp que também procura os fugitivos. Quilp ganha rancor a Kit e faz com que ele seja preso por roubo. Kit é condenado a desterro. Porém, Dick Swiveller prova a inocência de Kit com a ajuda da sua amiga "Marquesa". Quilp é perseguido e morre enquanto tenta escapar. Ao mesmo tempo, uma coincidência leva o Mr. Garland a descobrir o paradeiro de Nell e ele, Kit e o cavalheiro (que se descobre ser o irmão mais novo do avô de Nell) vão procurá-la. Infelizmente, quando eles chegam, Nell está morta devido à sua difícil viagem. O seu avô, já mentalmente instável, recusa-se a aceitar que ela está morta e senta-se todos os dias na sua campa à espera que ela volte até que, alguns meses mais tarde, também ele acaba por morrer.

### Contexto
Os acontecimentos do livro devem ter lugar por volta do ano 1825. No Capítulo 29, a Miss Monflathers fala da morte de Lord Byron, que faleceu a 19 de abril de 1824. Quando um inquérito conclui (incorretamente) que Quilp cometeu suicídio, ordena-se que o seu corpo deverá ser enterrado numa encruzilhada com uma estaca no seu coração, uma prática que foi banida em 1826. Após sofrer um esgotamento, o avô de Nell teme que o enviem para um manicómio e que aí seja acorrentado a uma parede e açoitado; estas práticas foram abandonadas depois de 1830. No capítulo 13, diz-se que Mr. Bass, o advogado, é um dos advogados da rainha, o que o coloca no reinado da rainha Vitória, que teve início em 1837. Porém, tendo em conta a restantes provas e o facto de se considerar no seu julgamento que Kit "agiu contra a paz do nosso Soberano, o Rei" (uma referência a Jorge IV), este pode ter sido um erro.

## Apresentação
O Master Humphrey's Clock era um periódico semanal que continha pequenos contos e dois romances (The Old Curiosity Shop e Barnaby Rudge). Alguns dos contos servem de histórias complementares aos romances.
Originalmente, o conceito da história era o de que esta era lida em voz alta pelo mestre Humphrey a um grupo de amigos que se juntava na sua casa à volta do relógio do avô, onde Humphrey guardava os seus manuscritos. Como consequência, quando o romance começa, este é contado na primeira pessoa, sendo o mestre Humphrey o narrador. Porém, Dickens mudou de ideias em relação a qual seria a melhor forma de mudar a história pouco depois de esta começar a ser publicada e abandonou a narração na primeira pessoa depois do terceiro capítulo. Quando o romance terminou, foi acrescentada uma cena de conclusão no Master Humphrey's Clock. Nesta cena, os amigos do mestre Humphrey queixam-se (depois de este acabar de o ler) que nunca é dado um nome ao "cavalheiro" . O mestre Humphrey diz-lhes que a história do romance era verídica e que o "cavalheiro" era ele e ainda que os acontecimentos dos primeiros três capítulos eram fictícios e serviram apenas para apresentar as personagens. Esta foi a explicação de Dickens para justificar o porquê de o narrador ter desaparecido e porque, visto que era parente das personagens principais do livro, nunca deu qualquer indicação de as conhecer. É uma técnica desajeitada e pelo menos um editor achou que esta explicação não devia ser levada a sério.

## Personagens

### Personagens principais

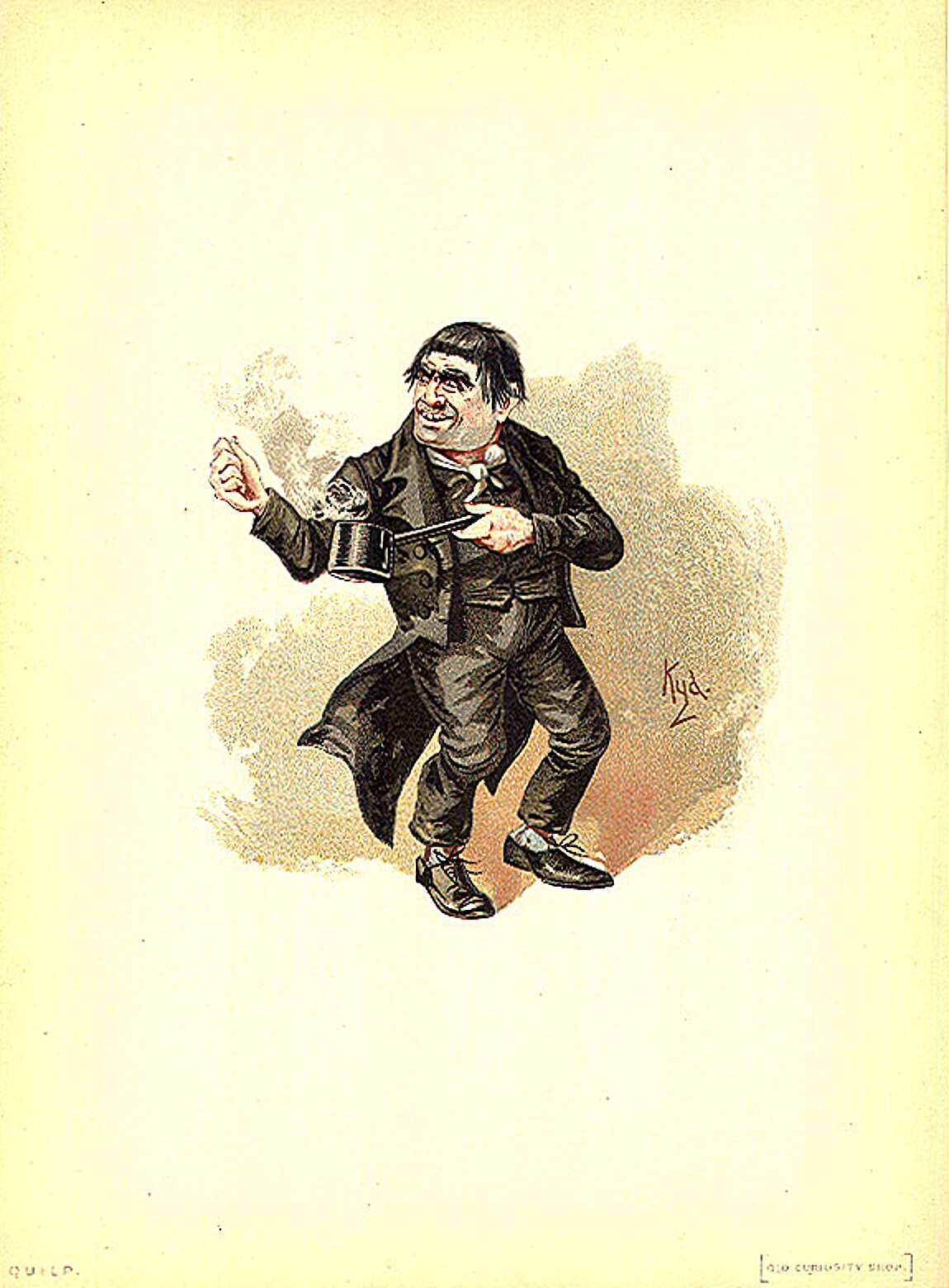
Ilustração da personagem de Daniel Quilp

- Nell Trent. É a personagem principal do romance. Descrita como infalivelmente boa e angélica, ela conduz o seu avô na viagem que os dois fazem para se salvarem da miséria. Ela vai ficando cada vez mais fraca ao longo do romance e, ainda que encontre uma casa com a ajuda do mestre-escola, ela não recupera e morre antes de os seus amigos de Londres a encontrarem.

- Avô de Nell. É o guardião de Nell. Depois de perder a mulher e a filha, ele vê Nell como a reencarnação dos seus espíritos bons. O seu neto, Fred, é visto como o sucessor do seu genro, que ele não via como merecedor da sua filha. Assim, ele não lhe mostra qualquer afeto. Ele fica paranóico em relação à ideia de cair na pobreza e joga para tentar que isso não aconteça. Quando fica sem dinheiro, ele recorre a Quilp para fazer empréstimos e tentar garantir que Nell tenha a vida que ele acha que ela merece. Quando acha que Kit revelou o seu vício secreto a Nell, ele fica doente e fica mentalmente instável como consequência. Depois disto, Nell protege-o, tal como ele a tinha protegido a ela. Apesar de saber que Nell morreu, ele recusa aceitar esse facto e não reconhece o seu irmão que tinha protegido na infância. Ele morre pouco depois de Nell e é enterrado ao seu lado.

- Christopher 'Kit' Nubbles. O amigo de Nell e empregado na loja. Ele protege Nell quando ela fica na loja sozinha à noite (apesar de ela não saber que ele está lá= e nunca vai para casa até se certificar que ela está segura na sua- Quando Quilp ocupa a loja, ele oferece a Nell a oportunidade de ficar na sua casa. A mãe dele está preocupada com a ligação do filho a Nell e, a certo ponto, brinca com a situação e diz: "algumas pessoas diriam que te apaixonaste por ela", o que faz com que Kip fique envergonhado e tente mudar o assunto. Mais tarde, é-lhe oferecido um emprego na casa dos Garland e ele torna-se num elemento importante desta casa. A sua dedicação à sua família faz com que ele conquiste o respeito de muitas personagens e o ressentimento de Quilp. Ele é acusado de roubo, mas acaba por ser libertado e acaba por se juntar ao grupo que procura Nell.

- Daniel Quilp. É o vilão principal do romance. Ele trata mal a sua mulher, Betsy, e manipula os outros para conseguir o que quer através do charme falso que foi desenvolvendo ao longo da sua vida. Ele empresta dinheiro ao avô de Nell e apodera-se da loja de antiguidades enquanto o idoso está doente (que ele tinha causado ao revelar que tinha conhecimento do seu vício no jogo). Ele usa o sarcasmo para apequenar quem o quer controlar, principalmente a sua mulher, e sente prazer ao ver os outros sofrerem. Ele ouve conversas alheias para saber todos os pensamentos do "velho" e importuna-o quando diz: "já não tens mais segredos para mim". Ele também cria um conflito entre Kit e o idoso (e consequentemente entre Kit e Nell) ao fingir que foi Kit quem lhe falou do vício no jogo.

- Richard 'Dick' Swiveller. É o amigo manipulado de Frederick Trent, escriturário de Sampson Brass e o guardião da Marquesa, acabando depois por se casar com ela. Ele adora citar e adaptar trabalhos literários para descrever as situações por que passa. Ele é muito descontraído e parece não se preocupar com nada, apesar do facto de dever dinheiro a praticamente toda a gente. Quando Fred desaparece da história, ele torna-se mais independente e acaba por ser visto como uma boa pessoa, acabando mesmo por garantir a libertação de Kit da prisão e o futuro da Marquesa.

- Cavalheiro. Não é dado um nome a esta personagem. Ele é o irmão mais novo do avô de Nell e lidera a procura dos viajantes depois de ficar alojado na Sampson Brass e de travar amizade com Dick, Kit e os Garlands.

### Outras personagens
- Mrs. Betsy Quilp
- Mr. Sampson Brass
- Miss Sarah ('Sally') Brass
- Mrs. Jarley
- Frederick Trent
- Mr. Garland
- A pequena criada
- Isaac List e Joe Jowl
- Mr. Chuckster
- Mr. Marton
- Thomas Codlin
- Mr. Harris
- Barbara
- O Solteirão

## Significado e críticas
A crítica a Dickens que provavelmente se repete mais pode resumir-se numa frase supostamente proferida por Oscar Wilde: "Era preciso ter um coração de pedra para ler a morte da pequena Nell sem derramar algumas lágrimas...de riso".
Daniel O'Connel, um político irlandês, teve um episódio famoso no qual ficou em lágrimas com o final do livro e, de seguida, atirou o mesmo pela janela do comboio onde viajava.
O entusiasmo à volta da conclusão da série não teve precedentes. Segundo relatos, os fãs de Dickens invadiram os portos de Nova Iorque e gritavam aos marinheiros que chegavam (que já podiam ter lido a última publicação no Reino Unido): "A Pequena Nell está viva?". Em 2007, muitos jornais afirmaram que o entusiasmo relativo ao lançamento do último volume de The Old Curiosity Shop era o único equivalente histórico do entusiasmo sentido quando foi lançado o último livro da série Harry Potter.
A autora norueguesa Ingeborg Refling Hagen disse que pediu uma cópia emprestada de The Old Curiosity Shop na sua juventude e afirmou que ninguém merecia ler sobre Nell porque nunca ninguém poderá compreender a sua dor. Ela chegou mesmo a comparar-se a Nell devido às suas próprias circunstâncias miseráveis.

## Adaptações
- Houve várias adaptações deste romance ao cinema mudo, incluindo duas realizadas por Thomas Bentley:

The Old Curiosity Shop (1914)
The Old Curiosity Shop (1921)
- O primeiro filme sonoro baseado nesta obra foi feito em 1934 e contava com Hay Petrie no papel de Quilp.
- A BBC transmitiu uma série baseada no romance em 1960.
- Em 1975 houve um filme formato de musical intitulado Mr. Quilp in the United States. Os produtores queriam aproveitar o sucesso do musical Oliver!, também baseado no romance homónimo de Charles Dickens, mas o filme acabou por ser um falhanço.
- Em 1979, foi transmitida uma série de 9 episódios na BBC. Esta versão foi lançada mais tarde em DVD. A personagem de Frederick não aparece nesta série e a história acaba com o avô a chorar na campa de Nell.
- Em 1990 foi feita uma versão do romance para rádio, transmitida na BBC Radio 4. Esta versão foi narrada por Alex Jennings e conta com Emily Chenery (Nell), Phill Daniels (Quilp), Daniel Bliss (Kit), Trevor Peacock (Avô), Clive Swift, Anna Massey e Julia McKenzie no elenco.
- Em 1998 a BBC Radio 4 produziu mais uma versão deste romance. Tom Courtnay (Quilp), Denis Quilley, Michael Maloney e Teresa Gallagher fazem parte do elenco.
- Em 1995, Tom Courtnay e Peter Ustinov protagonizaram um tele-filme da Disney. Estes atores faziam o papel de Quilp e de Avô respetivamente e Sally Walsh o papel de Nell.
- A 26 de dezembro de 2007, a ITV transmitiu um tele-filme baseado no romance.